# Mainzelmännchen
Die Mainzelmännchen sind sechs Trickfiguren namens Anton, Berti, Conni, Det, Edi und Fritzchen, die im ZDF vor allem als Werbetrenner dienen. Außerdem sind sie gelegentlich in der Satiresendung heute-show (seit 2009) zu sehen. Ihr Name geht auf die Stadt Mainz, den Sitz des Zweiten Deutschen Fernsehens, und auf die Heinzelmännchen zurück. Ihr Schöpfer war Wolf Gerlach.
Die Mainzelmännchen waren von Beginn an beim Publikum sehr beliebt und dienen dem Sender schon seit langem nicht nur als Werbetrenner, sondern haben sich zu den Maskottchen und einem wichtigen Teil der Corporate Identity des ZDF entwickelt. Ihr großer Erfolg führte zudem auch zu Auftritten in anderen Medien wie Hörspielen, Kinderbüchern und Kinderliedern sowie zahlreichen Merchandise-Produkten.

## Aussehen und Auftreten

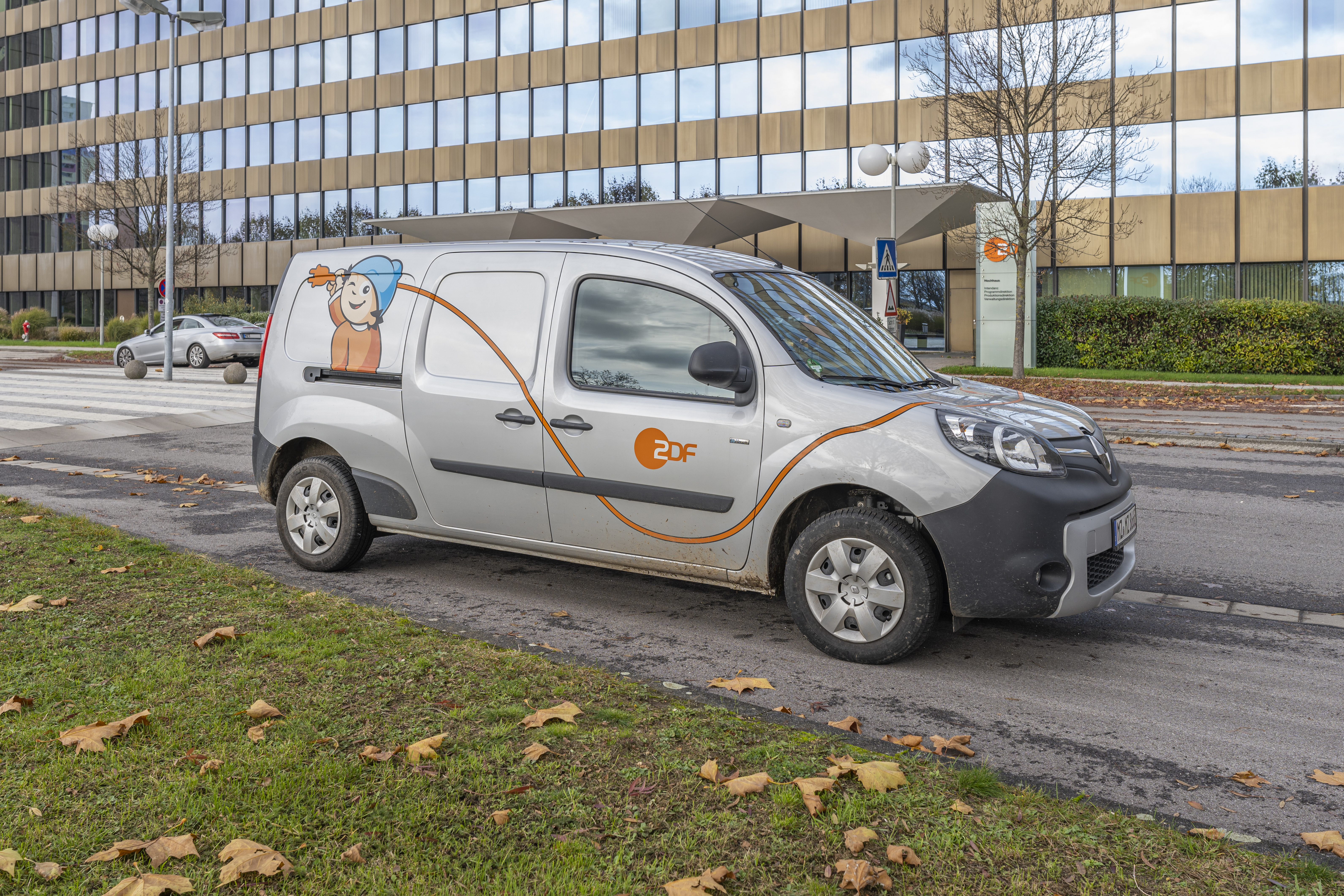
Conni mit einem Stromkabel in der Hand

Die Mainzelmännchen sind zwerg- oder wichtelartige Wesen, die Ähnlichkeiten mit dem Heinzelmännchen aufweisen, was sich in ihrem Namen (ein Wortspiel aus Heinzelmännchen und Mainz) ausdrückt. Sie tragen nach Gartenzwergart eine phrygische Mütze, haben im Unterschied zu Gartenzwergen aber keine Bärte. Ihre zumeist nur etwa drei Sekunden langen Auftritte bestehen in der Regel aus einem einzelnen, kurzen Gag. Sie reden meistens wenn überhaupt nur wenige Worte in einem charakteristischen Grummelton und stellen einen Großteil der Gags visuell und pantomimisch dar. Ihr bekanntester Spruch ist die traditionelle Zuschauer-Begrüßung „Gud’n Aamd“.

## Geschichte

### Die Ursprünge ab 1963
Die Mainzelmännchen waren am 2. April 1963 erstmals im ZDF zu sehen. Sie wurden entwickelt, um der staatsvertraglichen Verpflichtung zur Trennung von Werbung und Programm gerecht zu werden, und sind in der sendereigenen ZDF-Werbefernsehen-GmbH zu Hause. Für den Vertrag, der mit dem Produzenten der Mainzelmännchen gefertigt wurde, war der im Februar in die ZDF-Rechtsabteilung eingestellte Alfred Biolek zuständig.
Die kurzen Spots, die als auflockernde Trenner der Fernsehreklame dienen, dauern etwa drei Sekunden, in früheren Jahren waren sie länger.
Idee und das ursprüngliche Design stammen vom Grafiker und Bühnenbauer Wolf Gerlach. Zunächst wurden die Werbetrenner in schwarzweiß ausgestrahlt, seit 1967 sind sie farbig. Um 1968 zeichnete Wolf Gerlach eine Mainzelfrau, die aber nicht Bestandteil der Trickfilme wurde. 1980 und 1990 gab es kleinere optische Veränderungen und Modernisierungen, beispielsweise keine Kinderschürzen mehr.
Von Beginn an wurden die Trickfilme der Mainzelmännchen nicht in Mainz, sondern in Wiesbaden von der Neuen Film Produktion hergestellt. Das Team um Chefzeichner Jürgen Titus König erstellt die Animationen nach wie vor Bild für Bild mit dem Bleistift. Lediglich das Ausmalen der Figuren wird mittlerweile vom Computer übernommen.
1975 gab es bereits über 10.000 Folgen der Mainzelmännchen, jährlich kamen etwa 500 dazu. Inzwischen gibt es etwa 50.000 Spots, und jährlich entstehen etwa 1000 weitere.
Ende der 1960er Jahre wurden die Kapriolen, längere Filmchen, ins Fernsehen gebracht. Anschließend folgten noch Mini-Krimis, zum Beispiel Sender Nordlicht (1977), Märchen und Retter in der Not.
Anfang der 1970er Jahre gab es Sammelbildchen von den Mainzelmännchen, die, in ein Album geklebt, Comics ohne Sprechblasen bildeten.

### Neuerungen ab 2003
Am 1. Dezember 2003 erfolgte eine Neuauflage der Mainzelmännchen in Anlehnung an den Stil japanischer Mangas. Es gab Zuschauer-Proteste gegen die Umgestaltung der bisherigen Mainzelmännchen. Auch wurden ihre Gebrauchsgegenstände modernisiert. So gibt es Mobiltelefone und aus einem Notizblock wurde ein Notebook.
Vom 14. September 2003 bis 2004 gab es eine eigene Zeichentrickserie im Kinderprogramm unter dem Titel Die Mainzels (Autoren: Mario Giordano, Christian Matzerath, Thomas Brinx, Anja Kömmerling und andere). In Fünf-Minuten-Geschichten erleben die „Mainzels“ kleine Abenteuer rund um ihr Haus, das sie mit zwei Mainzelmädchen (Zara und Lea) und deren Zottelhund Guudnberg bewohnen. Die Mainzelmännchen, die sonst nur über ein minimales Vokabular verfügen, können in dieser Serie als „Mainzels“ sprechen. Im Gegensatz zu den aktuellen Mainzelmännchen der Werbung ähnelt die Ästhetik der „Mainzels“ signifikant den ursprünglichen Mainzelmännchen.
Im Rahmen der Maßnahmen zur Eindämmung der COVID-19-Pandemie in Deutschland traten die Mainzelmännchen im Frühjahr 2020 auch mit den Forderungen #zuHausebleiben oder „Abstand halten“ auf.

## Namensgebung
Laut Wolf Gerlach entstand der Name „Mainzelmännchen“ Ende 1962 ursprünglich als Spitzname für die Mitarbeiter des ZDF, die in den Studios in Berlin fleißig auf den Sendestart im April 1963 hinarbeiteten (in Anlehnung an die Heinzelmännchen und den Sitz des Senders in Mainz).
Die Figuren selbst sind
- der handwerklich-begabte Praktiker Anton,
- der fleißige Berti,
- der musische Conni,
- der schlaue Det,
- der schelmische Edi und
- das sportliche Fritzchen,

wobei Wolf Gerlach spontan Namen nach dem Alphabet erfunden hat. Die Charaktereigenschaften wurden erst im Laufe der Jahre nach und nach entwickelt, wobei Det die ersten Charakterzüge hatte, was durch das Tragen der Brille nicht schwerfiel. Erst ab 1993 hatte jedes Mainzelmännchen seinen eigenen vollständigen Charakter bekommen. Bisher gab es vier „Entwicklungsstufen“:
1. 1963–1969: Schwarz-weiß
2. 1969–1990er: Mainzelmännchen werden durch das Farbfernsehen farbig
3. 1990er–2003: Alle Mainzelmännchen haben entsprechende Charaktere, zwei Mainzelmännchen (Edi und Fritzchen) haben keine Mützen mehr.
4. seit 2003: Mainzelmännchen wurden deutlich modernisiert und Anime-hafter gezeichnet.

In der Zeichentrickserie wurden die Zwillingsschwestern Lea und Zara sowie der Hund Guudnberg eingeführt, dessen Name ein Wortspiel aus dem traditionellen Mainzelmännchen-Ausruf „Gud’n Aamd“ und dem ebenfalls aus Mainz stammenden Johannes Gutenberg ist.

## Charaktere
| Name      | Aussehen ab 1990er | Charakter ab 1990er | Aussehen ab 2003 |
| --------- | --- | --- | --- |
| Anton     | - graue (seit den späten 70ern braune) Mütze - rotes (seit den späten 70ern orange) Hemd - weiße Schürze - blaue Hose - graue (seit den späten 70ern braune) Schuhe             | Er wird als der Praktiker mit vollem Tatendrang dargestellt, der sich durch sein handwerkliches Geschick auszeichnet. | - braune Mütze - oranger Pullover - blaue Latzhose mit braunen Knöpfen - braune Schuhe                                              |
| Berti     | - rote (seit den späten 70ern orange) Mütze - weißes Hemd hängt rechts aus der Hose - graue (seit den späten 70ern blaue) Hose - blaue Schürze                                  | Er ist der Spaßvogel und der Lieferant für Ideen, stellt den Bastler und Tüftler der Gruppe dar. | - orange Mütze - grünes Polohemd - graue Hose - orange Schuhe                                                                       |
| Conni     | - graue Mütze - brauner Overall - weißes Hemd | Er hat das kindlichste Auftreten in der Gruppe und wird insbesondere von Det väterlich umsorgt, was impliziert, dass er der Jüngste der Gruppe ist. | - hellblaue Mütze - weißes Hemd - orangefarbener Pullover - hellblaue Hose - braune Schuhe                                          |
| Det       | - weiße Mütze - Brille - graues Hemd hängt links aus der Hose - schwarzer Overall - weiße Schuhe                                                                                | Er ist der Schlaueste und der Anführer der Gruppe, was sich auch in seinem Aussehen äußert – er trägt als Einziger eine Brille und ein graues Wams, was ihn älter und autoritärer als die anderen wirken lässt.                                                                        | - weiße Mütze - Brille - weißes Hemd - blauer Pullunder - graue Hose - weiße Schuhe                                                 |
| Edi       | - rote (seit den späten 70ern orange) Mütze (ab 1990er keine Mütze mehr) - blaue Jacke - weiße Hose - helle (seit den späten 70ern blaue) Schuhe                                | Er ist der Schelm und das Schlitzohr der Gruppe und hat die meisten Flausen im Kopf, was sich auch darin äußert, dass er keine Mütze und als Einziger der Gruppe rote Haare trägt – rote Haare sind ein häufiges Symbol für Lausbuben und sind vielleicht eine Anspielung auf Pumuckl. | - keine Mütze - rote Haare (gefärbt, eigentlich schwarz) - hellblaues Hemd - blaue Hose - rote (In den Anfangsjahren braune) Schuhe |
| Fritzchen | - blaue Mütze (ab 1990er keine Mütze mehr) - rote (seit den späten 70ern orange) Jacke - graue (seit den späten 70ern blaue) Hose - graue (seit den späten 70ern braune) Schuhe | Er wird als der Sportlichste und Pfiffigste der Gruppe dargestellt, was sich auch daran zeigt, dass er (ab 1990er) als einziger der Gruppe ein Stirnband statt einer Mütze trägt. | - sportlich - keine Mütze - schwarze Haare - roter Pullover - weiße Hose - rot-weiße Sportschuhe                                    |

## Ehrungen

### Kirchenfenster
Anton und Det sind seit 1970 in einem Chorfenster der Karmeliterkirche in Mainz zu sehen.

### Mainz: Mainzelmännchen-Ehrenwürde

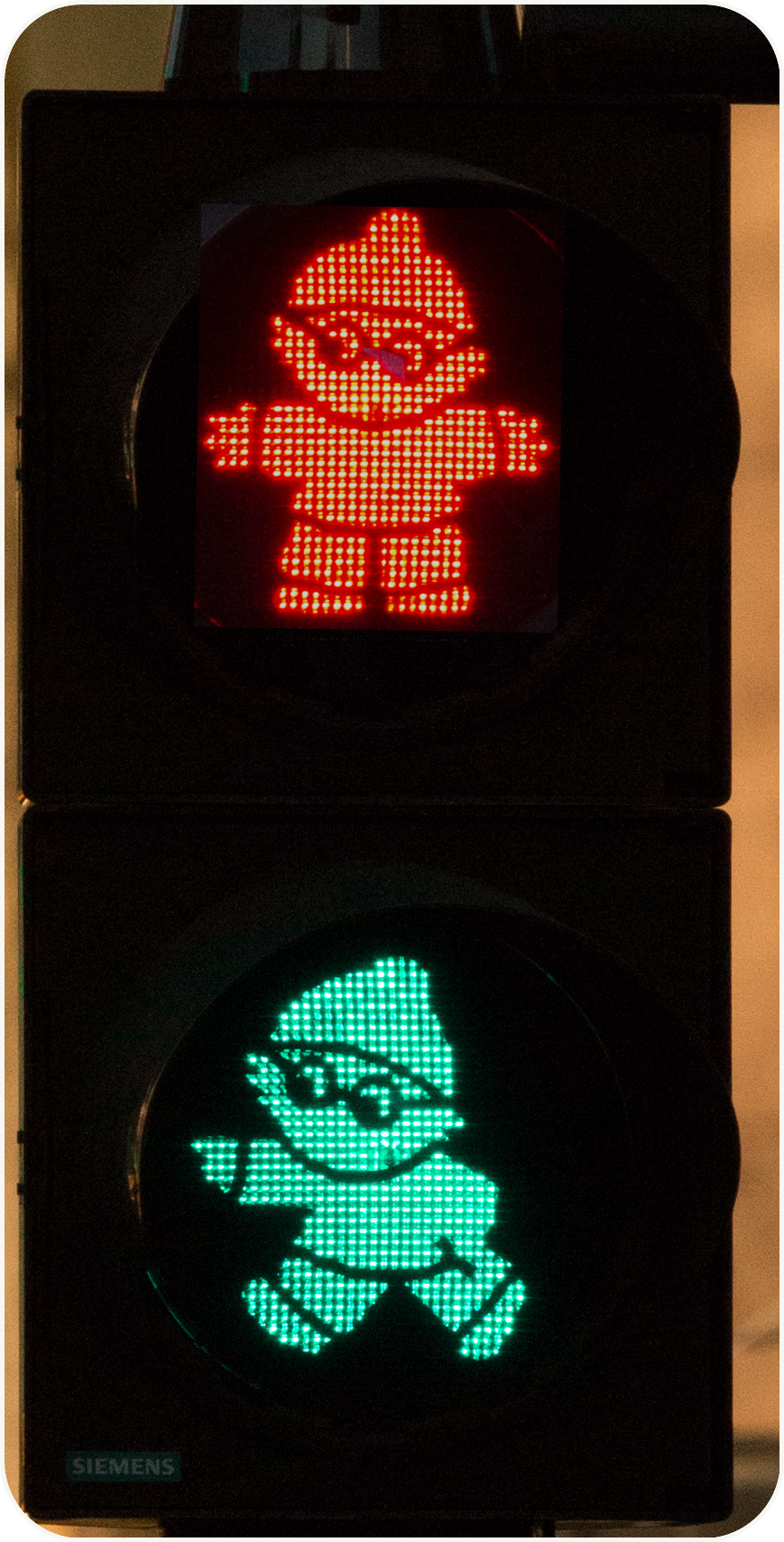
Mainzelmännchen-Ampel

Am 21. August 2013 verlieh Oberbürgermeister Michael Ebling die „Mainzelmännchen-Ehrenwürde“ an Anton, Berti, Conni, Det, Edi und Fritzchen. Dies ist laut Stadtverwaltung ein eigens für die Mainzelmännchen geschaffener Titel, denn formal darf die Ehrenbürgerwürde nur an lebende Personen verliehen werden.
Urkundentext: Anton, Berti, Conni, Det, Edi und Fritzchen haben sich als mediale Botschafter der Landeshauptstadt Mainz in herausragender und besonders sympathischer Weise um das Renommee der Stadt verdient gemacht. Anlässlich ihres 50. Geburtstages wird ihnen die einmalige Mainzelmännchen-Ehrenwürde verliehen.
Zudem wurde seit der Verleihung der Ehrenwürde die Idee einer Mainzelampel angestrebt. Die erste Ampel mit Mainzelmännchen Det als Ampelmännchen wurde am 23. November 2016 am Neubrunnenplatz in Mainz-Altstadt durch Oberbürgermeister Ebling und ZDF-Intendant Thomas Bellut eingeweiht. Im Mai 2017 gab die Stadt Mainz bekannt, weitere Mainzelmännchen-Ampeln aufstellen zu wollen. Inzwischen sind sie beispielsweise an der Ecke Rhein-/Quintinstraße vor dem Rathaus, am Fischtorplatz und auf der Strecke entlang der Mainzelbahn bis zum Lerchenberg installiert.

### Bad Zwischenahn: Mainzelmännchen am Meer

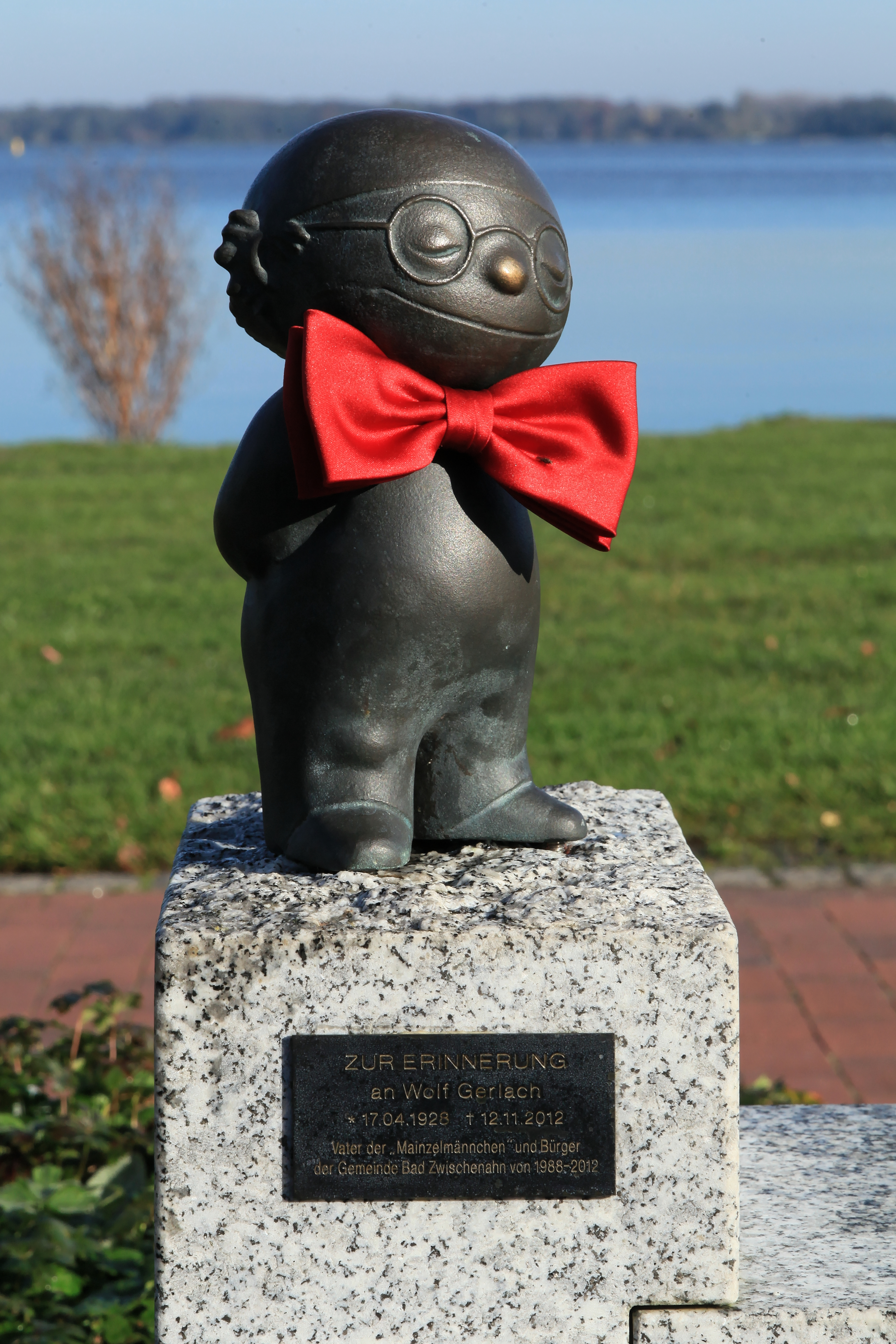
Mainzelmännchen Det – Bronzeskulptur im Kurpark von Bad Zwischenahn zum Gedenken an Wolf Gerlach

In Bad Zwischenahn, dem letzten Wohnort von Mainzelmännchen-Erfinder Wolf Gerlach, wurde am 18. Oktober 2013 das Denkmal „Mainzelmännchen am Meer“ eingeweiht.

### Wohlfahrtsmarken
Am 3. August 2023 erschien in der Wohlfahrsmarkenserie Für die Jugend drei Zuschlagsmarken (85+40, 110+45 und 160+55 Eurocent) zum 60. Jubiläum. Alle drei Marken zeigen jeweils die 6 Mainzelmännchen in unterschiedlichen Anordnungen. Die Ersttagsstempel zeigen entweder Anton auf dem Berlin-Stempel oder Det auf dem Bonn-Stempel.

### Ausstellungen
Die Stadtbibliothek Mainz sowie das Tourismusbüro der Stadt Mainz hatten 2023 eigene Ausstellungen zum Thema Mainzelmännchen organisiert.

## Musikkonzepte
- Hella Heizmann und ihre Rasselbande: Die Mainzelmännchen: Singt mit! Fernsehhits. Dino Music, 1985
- Die Mainzelmännchen: Mainzelmännchens Hitparade. 1981
- Die Mainzelmännchen: Mützenalarm. Hansa, 2004
- Die Mainzelmännchen: Guudnn Aaaabnd. Mainzelmännchen go Tekkno. Dan (Sony BMG), 1995

## Parodien
- Die Mainzelmännchen wurden 1972 von Loriot in einer Folge der Sendereihe Cartoon parodiert. Ein Männchen hebt darin seinen Pullover an und entblößt seine zwei Brüste.[22]
- Die Heinzelmannen während der Werbeunterbrechungen der RTL-Sendung Alles nichts oder?! (1988–1992). Im Gegensatz zum Vorbild waren die Heinzelmannen allerdings nicht gezeichnet, sondern die Mini-Sketche wurden von realen Schauspielern dargestellt. Ab dem Jahr 1993 waren die Heinzelmannen auch in den Werbeunterbrechungen der Fernseh-Comedy-Reihe RTL Samstag Nacht zu sehen.
- In der heute-show, die seit 2009 ebenfalls im ZDF läuft, treten regelmäßig Mainzelmännchen auf dem Bildschirm auf, um ein Thema ironisch darzustellen oder zu persiflieren. Dies sorgt dafür, dass sie auch schon mal als Kommunisten, Polizisten oder Terroristen auftreten oder unanständige Sachen machen, wie etwa urinieren, was das sonst brave, kindliche Auftreten der Mainzelmännchen ironisch karikiert.
- Von 2012 bis 2016 parodiert Martin Reinl in der Wiwaldi-Show im WDR Fernsehen die Mainzelmännchen, indem er Anton und Det als Handpuppen in kurzen Szenen auftreten lässt.
- Seit 2016 steht Gustav als relativ unbekanntes und lange verschollenes siebtes Mainzelmännchen auf der Fastnachts-Bühne der Mombacher Bohnebeitel.[23]

## „Mainzelmännchen-Effekt“
In der Werbewirkungsforschung entstand die These, dass attraktive Werbetrenner dem Erinnerungseffekt der von ihnen eingerahmten Werbefilme schaden könnten, indem sie die Aufmerksamkeit der Zuschauer ablenken. Das an den ZDF-Maskottchen beispielhaft festgemachte Phänomen wurde als „Mainzelmännchen-Effekt“ diskutiert und in mehreren empirischen Studien mit unterschiedlichen Ergebnissen untersucht. Dass die Mainzelmännchen eine positive Wirkung auf Akzeptanz und Aufmerksamkeit des Publikums für die Werbeblöcke hätten, ließ sich das ZDF-Werbefernsehen unter anderem 2012 in einer eigens in Auftrag gegebenen Untersuchung bescheinigen.